# Среднесарматская культура
Среднесарматская культура или Сусловская культура — археологическая культура эпохи железного века, распространённая на территории степной части России и Украины.
Во II веке до н. э. в степях Поволжья и Приуралья сложилась новая, среднесарматская культура. Она окончательно оформилась в конце II века до н. э. и продолжала существовать вплоть до начала II века н. э. По мнению археологов эта культура формировалась за Доном, а впоследствии распространилась далеко на запад.
Памятники среднесарматской культуры как культурно-хронологического явления были выделены П. Д. Рау в 1927 году. Среднесарматская культура иногда именуется сусловской по эпонимному памятнику – Сусловскому курганному могильнику в Саратовской области, исследованному в 1924 и 1926 годах Павлом Рыковым.

## Погребения
Погребальные сооружения и обряд среднесарматской культуры с определённой долей модификации продолжают формы и традиции погребального культа предшествующей раннесарматской поры. Сарматы хоронили своих покойников под курганами среднего (12–20 м) и небольшого (8–12 м) диаметров высотой 0,2–1,0 м. Крупные насыпи высотой 1,5–2,5 метров достаточно редки. Ещё меньше курганов высотой более трёх метров. Насыпи курганов земляные. Иногда они содержат следы огня в виде небольших угольно-золистых пятен или отдельных угольков. Чаще, чем в других регионах, следы огня зафиксированы в насыпях курганов южного Приуралья. В отдельных случаях в курганах среднесарматского времени устраивались большие кострища. Некоторые насыпи содержат кости животных (лошади и овцы) — остатки погребальной тризны. Как и следы огня, они более обычны в насыпях курганов южного Приуралья.
Подавлющее большинство могил содержит индивидуальные захоронения, но встречаются также и коллективные — взрослых с детьми, очень редко — двух взрослых, обычны мужчины и женщины. В могилах покойники лежат на спине с вытянутыми ногами и руками, иногда одна из кистей рук, реже — обе покоятся на тазовых костях. Ноги бывают согнуты в коленях или раскинуты в виде ромба. Очень редко погребённые лежат на боку вытянуто, ещё реже — скорченно. Иногда покойников хоронили в дощатых гробах и чрезвычайно редко — в долблёных колодах.
Ориентировка погребённых в среднесарматское время достаточно устойчива. Подавляющее большинство их лежит головами на юг с небольшим отклонением к востоку или западу. Столь же обычными для этого времени были юго-западная и юго-восточная ориентировки. В качестве исключения встречаются западная и восточная. На территории Северного Причерноморья довольно значительный процент составляют захоронения, ориентированные на север или север с отклонениями.

## Археологические памятники

### Россия
Астраханская область
- Богомольные пески (курганный могильник) — Енотаевский район
- Косика — Енотаевский район

Ростовская область
- "Дачи" (могильник)
- Хохлач (курган) — Новочеркасск (город)

### Украина
Автономная Республика Крым
- Ногайчинский курган — Нижнегорский район

Винницкая область
- Пороги (курганный могильник) — Ямпольский район

Донецкая область
- Погребение знатной сарматки из Чугунно-Крепинки — Шахтёрский район
- Приморское-II — Мариупольский район

Николаевская область
- Соколова Могила — Николаевский район

## Палеогенетика
Нижнее Поволжье
- SVZ172 __ Аксай II (кург. 34, погр. 1) __ N2 # U4
- SVZ116 __ Аксай II (кург. 37, погр. 1) __ R1b # T
- SVZ122 __ Аксай I (кург. 18, погр. 1) __ R1a # H6b2
- SVZ48 __ Перегрузное I (кург. 24, погр. 1) __ N* # T1
- SV7 __ Первомайский VII (кург. 1, погр. 1) __ R1a # A

Нижнее Подонье
- DA134 __ Чеботарев V (кург. 1, п. 2) __ 1933 BP __ М __ R1a1a1b2a2b2b (R-Y52) # I1
- DA136 __ Несветай II (кург. 37, п.1) __ I век __ М __ R1 > R-Z645 # A+152+16362 (A-a1)
- DA139 __ Чеботарев V (кург. 1, п. 1) __ I век __ Ж __ U2e1h > U2e1h1a7
- DA141 __ Несветай II (кург. 33, п. 1) __ I век __ М __ Q1b1a3a (Q-L330) > Q-BZ180 # A+152+16362 (A-a1)
- DA143 __ Несветай IV (кург. 3, п. 1) __ I век __ Ж __ U4b1a4
- DA144 __ Чеботарев V (кург. 6, п. 1) __ I век __ М __ R1a1a1b2a2a3 (R-S23592) > R-YP5844 # H28
- DA145 __ Камышеватский X (кург. 2, п. 1) __ I век __ М __ R > R-M198 # U2e1h

Предкавказье
- Айгурский 2 __ I – нач. II века н.э. __ H2a+152, H2a2b, H15a1b, W.[4]

Южный Урал
- Чумарово-1 __ 367-155 calBCE (2185±30 BP) __ U5b2a1a1.[5]

### Книги
- Глухов А. А. Сарматы междуречья Волги и Дона в I — первой половине II в. н.э. — Волгоград: ВолГУ, 2005. — 240 с. — ISBN 5-98461-202-X.
- Малашев В. Ю. Памятники среднесарматской культуры северо-кавказских степей и их традиции в курганных могильниках Северо-Восточного Кавказа второй половины II – середины V в. н.э.. — М.: ИА РАН, 2016. — 208 с. — ISBN 978-5-94375-203-2.
- Сулимирский Т. Сарматы. Древний народ юга России. — М.: ЗАО Центрполиграф, 2008. — 191 с. — (Загадки древних цивилизаций). — ISBN 978-5-9524-3712-8.

### Статьи
- Перерва Е. В. Маркеры стресса у сарматов I-II вв. н.э. Нижнего Поволжья (палеопатологический аспект) // Известия ВГПУ. — 2016. — № 8 (112). — С. 218–230. — ISSN 1815-9044.
- Скрипкин А. С. Об элите среднесарматского общества по данным письменных источников и археологическим материалам Нижнего Поволжья // Нижневолжский археологический вестник. — 2017. — Т. 16, № 1. — С. 5–18. — ISSN 2658-5995. — doi:10.15688/nav.jvolsu.2017.1.1.

- Damgaard PB; Marchi N; Rasmussen S; et al. (Май 2018). 137 ancient human genomes from across the Eurasian steppes. Nature. 557 (7705): 369–374. doi:10.1038/s41586-018-0094-2. PMID 29743675.
- Афанасьев Г. Е., Коробов Д. С. Северокавказские аланы по данным палеогенетики // Этногенез и этническая история народов Кавказа. — Грозный, 2018. — С. 180—191. — ISBN 978-5-4314-0346-0.
- Järve M, Saag L, Scheib CL, et al. (Июль 2019). Shifts in the Genetic Landscape of the Western Eurasian Steppe Associated with the Beginning and End of the Scythian Dominance. Current Biology. 29 (14): 2430-2441.e10. doi:10.1016/j.cub.2019.06.019. PMID 31303491.
- Пилипенко А. С., Черданцев С. В., Трапезов Р. О., Томилин М. А., Балабанова М. А., Пристяжнюк М. С., Журавлев А. А. К вопросу о генетическом составе сарматского населения Нижнего Поволжья (данные палеогенетики) // Вестник Волгоградского государственного университета. — 2020. — Т. 25, № 4. — С. 17–50. — ISSN 2312-8704. — doi:10.15688/jvolsu4.2020.4.2.
- Коробов Д.С., Булыгина Е.С., Слободова Н.В., Шарко Ф.С., Недолужко А.В. Генетическое разнообразие жителей Центрального Предкавказья в I тыс. до н.э. – I тыс. н.э. по данным митохондриальной ДНК // Российская Археология. — 2023. — № 1. — С. 53–69. — doi:10.31857/S0869606323010129.